# 1864 ve fotografii
Tento článek obsahuje významné fotografické události v roce 1864.

## Události
- David Wilkie Wynfield se pokoušel napodobovat malířské efekty starých mistrů, jako byl například Tizian, s použitím nového média.[1] Výběr fotografií byl zveřejněn v roce 1864 v knize s názvem Studio: Soubor fotografických portrétů žijících umělců, který byl pořízen amatérem ve stylu starých mistrů.

- 30. prosince – Julia Margaret Cameron poslala Johnu Herschelovi album svých prvních fotografií včetně jeho slavného portrétu.

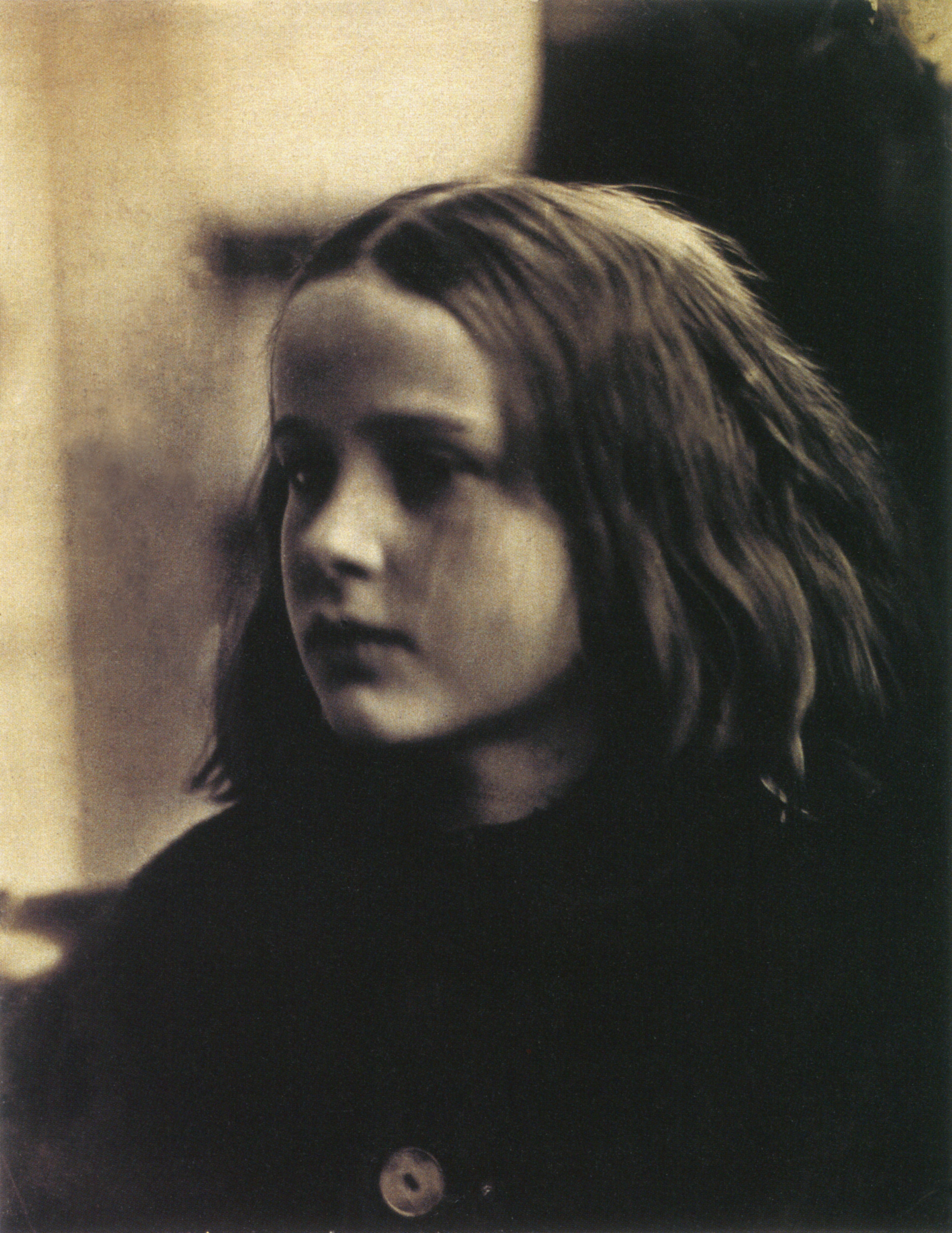
29. ledna 1864: Annie, my first success, první úspěšný výtisk Julie Margarety Cameronové
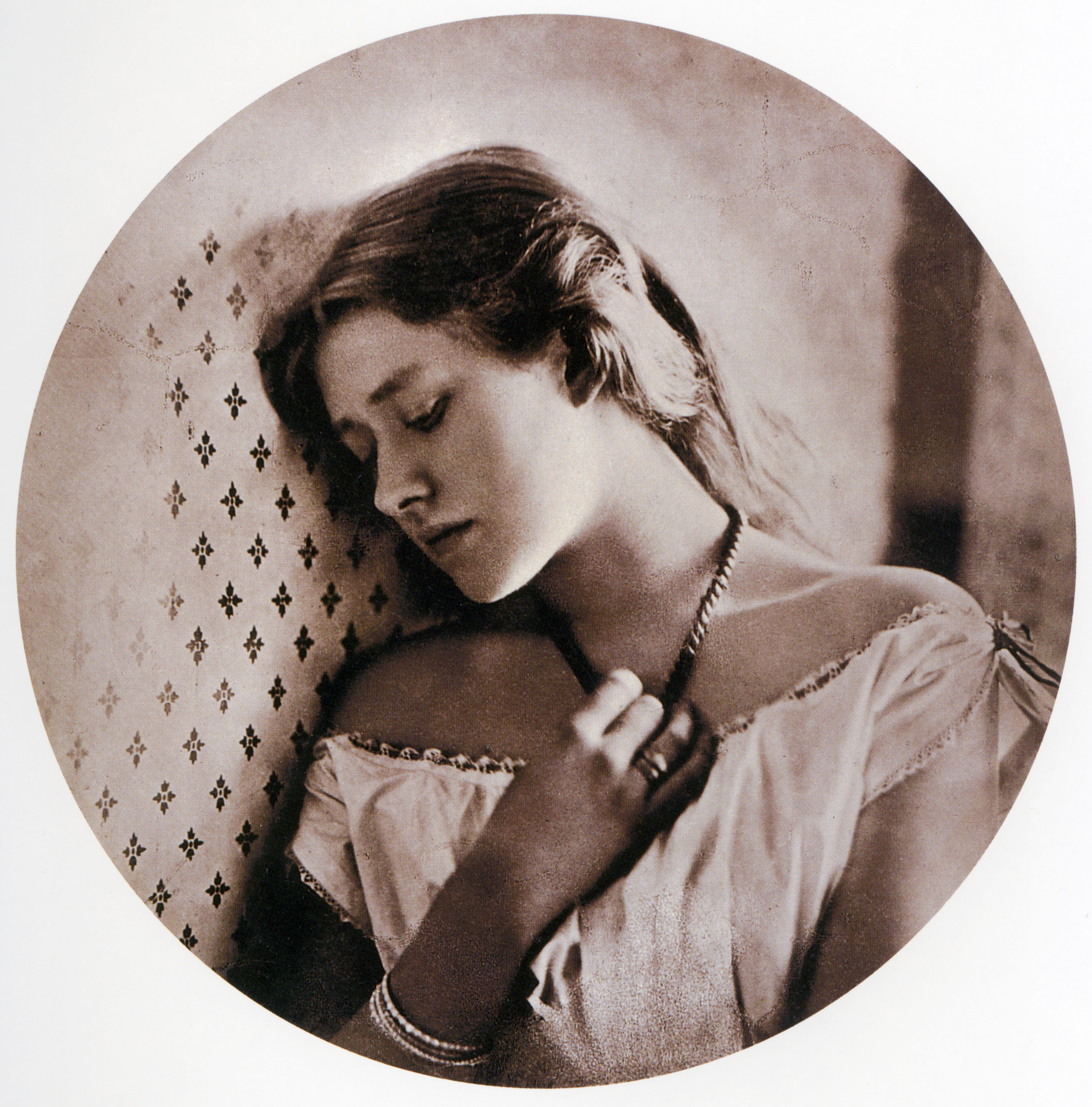
Julia Margaret Cameron: Sadness, portrét Ellen Terry, 1864

## Narození v roce 1864
- 1. ledna – Alfred Stieglitz, americký fotograf († 13. července 1946)
- 15. ledna – Frances Benjamin Johnstonová, americká fotografka († 16. května 1952)
- 19. února – Frank Hamilton Nowell, americký fotograf († 19. října 1950)
- 8. března – James Craig Annan, skotský fotograf († 5. června 1946)
- 18. dubna – Ivan Angelov, bulharský umělec, malíř, fotograf a pedagog († 4. srpna 1924)
- 2. července – Rudolf Bruner-Dvořák, zakladatel žurnalistické fotografie († 30. října 1921)
- 10. července – George Charles Beresford, anglický portrétní fotograf († 21. února 1938)
- 23. července – F. Holland Day, americký fotograf († 1933)
- 27. července Ferdinand Velc, malíř a fotograf († 1. července 1920)
- 29. září – Alexandra Kitchin, dětská modelka Lewise Carrolla († 6. dubna 1925)
- 3. prosince – Nicola Perscheid, německý portrétní fotograf († 12. května 1930)
- 16. prosince – Emmanuel Pottier, francouzský fotograf († 11. března 1921)
- 24. prosince – Julius Folkmann, dánský fotograf, filmař a malíř († 29. ledna 1948)
- ? – William Beattie, novozélandský fotograf († 15. března 1931)
- ? – Christian Franzen, dánský fotograf působící ve Španělsku († 1923)
- ? – Harriet Brims, průkopnice komerční fotografie v australském Queenslandu († 1939)
- ? – William Skeoch Cumming, skotský akvarelista, především portrétů, vojenských předmětů a skotské vojenské historie a fotograf (28. prosince 1864 – 10. dubna 1929)
- ? – Paul Martin, britský fotograf francouzského původu, průkopník pouliční i noční fotografie (16. dubna 1864 – 7. července 1944)
- ? – Hugh Exton, jihoafrický fotograf-samouk, během své kariéry v letech 1892 až 1945 vytvořil více než 23 000 fotografií, fotografoval širokou škálu historických událostí, včetně anglo-búrské války, dokumentoval obyčejné lidi a celebrity v dobových šatech, architekturu té doby, stejně jako snímky místního průmyslu a obchodu. (26. března 1864 – 1955)
- ? – Richard Tepe, nizozemský fotograf přírody, průkopník v oblasti fotografie ptáků v Nizozemsku (28. srpna 1864 – 16. května 1952)

## Úmrtí v roce 1864
- 7. března – Amélie Guillot-Saguezová, francouzská malířka a fotografka (* 8. listopadu 1810)
- 7. srpna – Janez Avguštin Puhar, slovinský kněz, fotograf, malíř a básník (* 26. srpna 1814)
- 10. června – Antonín Řehula, český malíř a fotograf (* 20. dubna 1825)